# Giuseppe Puglisi
Giuseppe Puglisi, conocido popularmente como Padre Pino Puglisi (Palermo, 15 de septiembre de 1937–Ibidem., 15 de septiembre de 1993) es un beato mártir italiano, asesinado por la mafia. Fue proclamado beato el 25 de mayo de 2013 por el Papa Francisco. Es el primer mártir de la Iglesia católica asesinado por la mafia.

## Biografía
El padre Pino Puglisi  era párroco en Palermo, en un barrio dominado completamente por la mafia, en el que carecían de escuela secundaria, comisaría, o centro de salud. Puglisi desarrolló, entre otras, una incipiente labor con los niños que se pasaban el día ociosos en la calle. Ante su constante tarea evangélica y social, la mafia comenzó a acosarle, dándole alguna paliza. Trataron de intimidarle, dejándole animales muertos en la puerta de su casa o quemando parte de su parroquia. Así las cosas, en la noche del 15 de septiembre de 1993 (día en el que cumplía 56 años) fue asesinado a manos de un sicario de la mafia, que reconoció más tarde su asesinato, confesando que lo hizo por odio a la fe.
Los cardenales Romeo, arzobispo de Palermo y Salvatore De Giorgi, arzobispo emérito de Palermo y representante del Santo Padre Francisco, presidieron la ceremonia de su beatificación ante más de cien mil fieles. El cardenal De Giorgi dio inicio al proceso de beatificación el 15 de septiembre de 1999.
Benedicto XVI firmó el 28 de junio de 2012 el decreto con el cual se reconoce el martirio del Siervo de Dios Giuseppe Puglisi, lo cual permitió que su beatificación se realizara el 25 de mayo de 2013 por el papa Francisco, convirtiéndose así en el primer mártir italiano asesinado por la mafia.